# Grijze markt

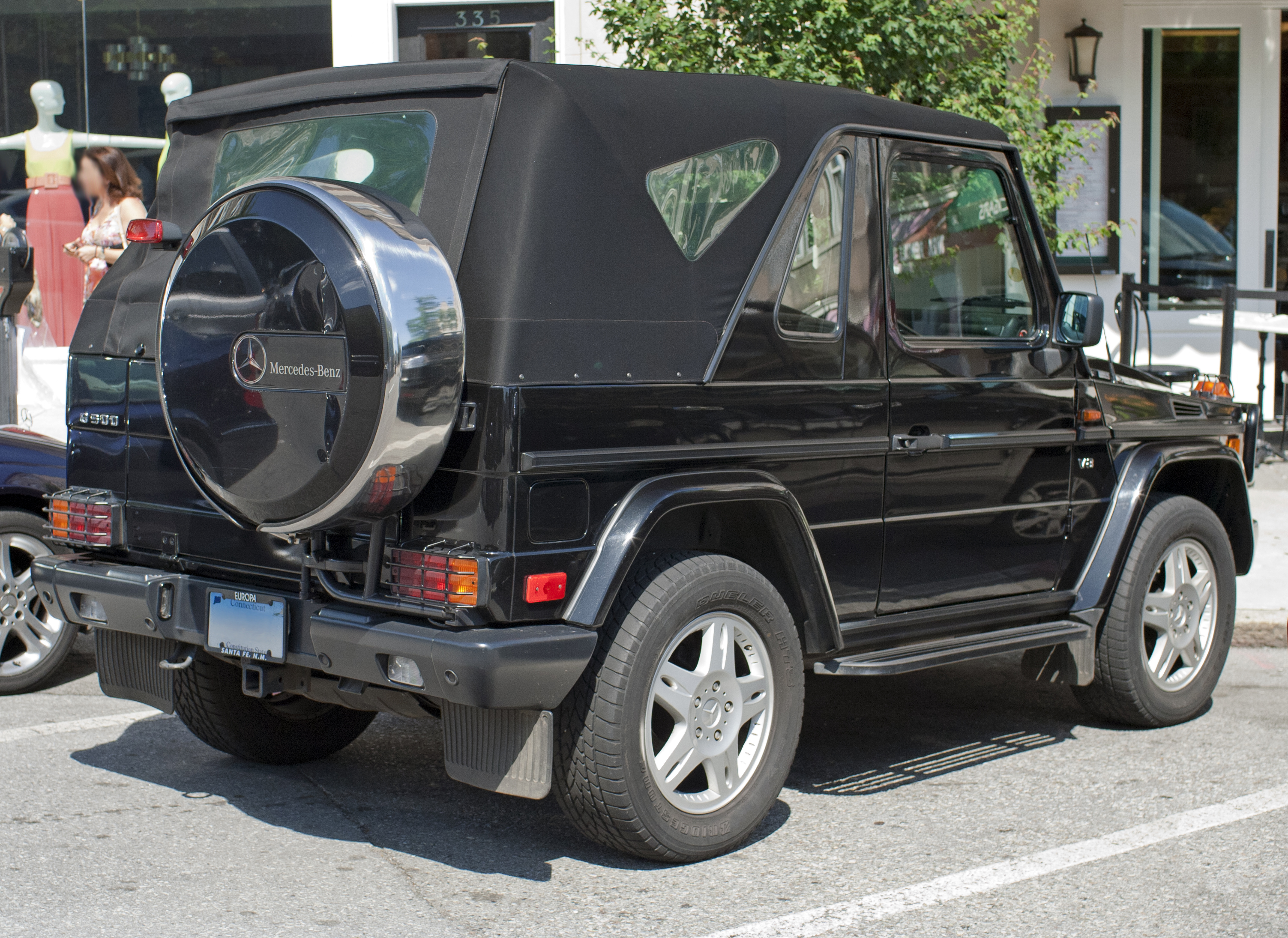
1999 Mercedes-Benz G500 Cabriolet, grijze markt import door Europa Motors.

De grijze markt (ook bekend als parallelle markt) is de handel via distributiekanalen die hoewel ze legaal zijn tevens onofficieel, ongeautoriseerd of onbedoeld zijn door de fabrikant.
Een zwarte markt is daarentegen de handel in goederen of diensten die illegaal zijn of verdeeld worden via illegale kanalen. Enkele voorbeelden van een zwarte markt zijn: het verkopen van gestolen goederen, drugs of wapens.
In tegenstelling tot zwarte marktgoederen, zijn de goederen aangeboden op de grijze markt wel legaal maar worden ze vaak verkocht buiten de normale distributiekanalen door bedrijven die soms geen enkele relatie met de producent van de goederen hebben. Deze vorm van parallelle import komt regelmatig voor wanneer de aankoopprijs van een product in een bepaald land aanzienlijk hoger is dan die in een ander land, bijvoorbeeld bij elektronica. Ondernemers kopen het product waar het goedkoper beschikbaar is en importeren het legaal in de doelmarkt. Vervolgens verkopen ze de producten voordelig maar nog steeds met winst.
Door de internationale pogingen om vrije handel te promoten is deze methode tot arbitrage vereenvoudigd. Door de aard van de grijze markt is het moeilijk of zelfs onmogelijk te weten te komen hoe groot het gedeelte is van de economie dat door dit verschijnsel beslagen wordt.

## Reacties
De partijen die het meest bezorgd zijn over de grijze markt zijn meestal geautoriseerde agenten, importeurs of de verkopers van het voorwerp op de markt. Als reactie op de winstverliezen en de schade aan hun reputatie zullen fabrikanten en hun distributieketens vaak trachten de grijze markt te beperken. Zulke reacties kunnen de mededingingsrechten schaden, zeker in de Europese Unie. Fabrikanten zullen vaak proberen om merk of andere intellectueel eigendomswetten te gebruiken in hun strijd tegen de grijze markt. Soortgelijke claims kunnen uitgevaardigd worden tegen de import, verkoop of advertering van grijze importproducten.
Wanneer grijze markt producten aangeboden worden op Google, eBay of andere legale websites dan is het mogelijk om verwijdering van de aangeboden producten te eisen die de merk of auteursrechtwetten overtreden. Dit kan direct gebeuren zonder de tussenkomst van juristen. Zo zal bijvoorbeeld eBay zulke producten verwijderen, zelfs in landen waar de aankoop en het gebruik niet tegen de wet is.
Andere reacties van fabrikanten kunnen zijn om de import op markten waar de prijs laag is te beperken. Ze kunnen ook weigeren om de garantie na te leven op producten die gekocht zijn van de grijze markt met het argument dat de meerprijs van de niet-grijze markt producten een hogere dienstverlening waarborgt.